# دب (أسطورة)
الدب (بالإنجليزية: Bear)‏ حيوان ثدیي ضخم الجثة سميك الفراء، يرمز للخير والشر معا في أساطير العالم. فهنود أمريكا ينظرون إلى الدب في خشوع ورهبة واحترام، فإذا ما قتل أحد الهنود دبا، فلابد أن يعتذر ويدخن غليون السلام حتى لا تغضب روح الدب. ويعكس هذا الاحترام الاعتقاد بأن الدب يملك قوى علاجية تشفي. والشامان من الهنود الأمريكيين في بعض القبائل يقومون بمحاكات الدب، لعلهم يكتسبوا هذه القوى.
ولقد اعتقدت قبائل كثيرة من هنود أمريكا أن الشامان قادر على تحويلهم إلى دببة، وأنهم بعد موتهم سوف يذهبون إلى سماء الدببة. وكان الدب مقدسا في الديانة اليونانية القديمة عند الإلهة آرتمیس، وكانت الفتيات فيما بين سن خمس وعشر سنوات في معبدها في أركاديا يسمون «بالدية البنية» ويرقصون على شرف الآلهة.
أما في الكتاب المقدس، في العهد القديم فإن الدب يرمز إلى الشر والقسوة، وهو يمثل المملكة الفارسية في سفر النبي دانیال (الإصحاح السابع: 5) وكان المسيحيون في العصور الوسطى يعتقدون أن الدب ولد على هيئة قطعة من اللحم الأبيض لا شكل لها، أكبر قليلا من الفأر، بلا عينين ولا شعر، وتظل أمه تلعن هذه الكتلة من اللحم حتى تتشكل في النهاية على هيئة جرو صغير. ولقد نظرت الكنيسة المسيحية إلى هذه الأسطورة على أنها ترمز إلى تحول غير المؤمن إلى «الإيمان الصحيح».